# Lawrance J-1
Il motore Lawrance J-1 fu sviluppato da Charles Lanier Lawrance e fu il migliore motore radiale del suo periodo nei primi anni '20.

## Sviluppo
Durante la prima guerra mondiale la Lawrance Aero Engine Company di New York City produsse il motore che equipaggio il velivolo di addestramento Penguin con il Lawrance L-1 60 HP radiale a Y.
Dopo la fine della guerra, la Lawrance sviluppò il motore L-1.
La U.S. Navy ebbe bisogno di un motore leggero per i suoi aerei sulle navi. Convinse Wright e altre compagnie a sviluppare un motore radiale, e diede alla Lawrance un contratto per 200 esemplari del motore J-1 e cessò l'acquisto del motore Wright-Hispano. Su richiesta della Army e della Navy la Wright Aeronautical Corporation comprò la Lawrance Company. Il motore Wright Whirlwind ha le stesse caratteristiche del J-1.

## Applicazioni
- Dayton-Wright XPS-1
- Naval Aircraft Factory N2N
- Naval Aircraft Factory TS-1
- Huff-Daland TA-2
- Huff-Daland TA-5
- Huff-Daland TA-6
- Huff-Daland HN-2

## In mostra
Presso il New England Air Museum a Windsor Locks, Connecticut, è presente un esemplare di J-1.